# Art Buchwald

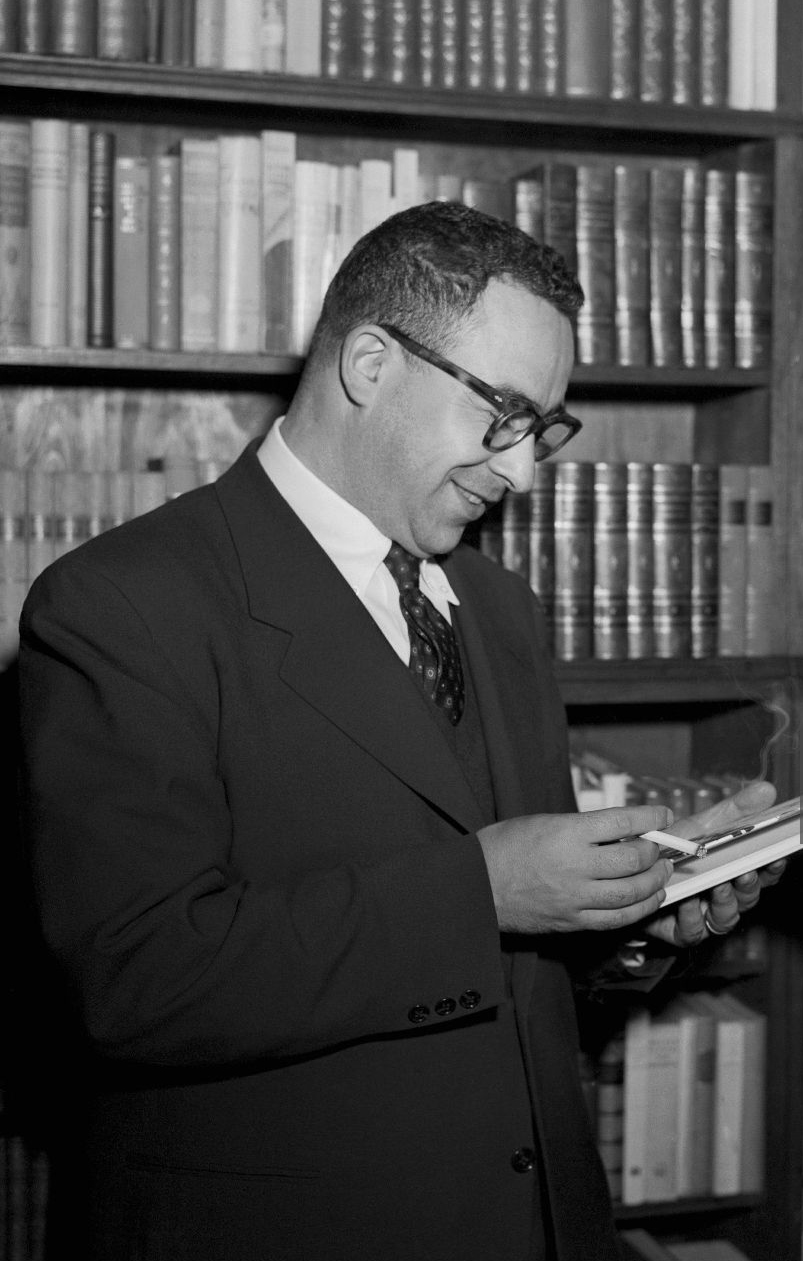
Art Buchwald på besök i Finland år 1953.

Arthur ”Art” Buchwald, född 20 oktober 1925 i Queens i New York, död 17 januari 2007 i Washington, D.C., var en amerikansk journalist, kolumnist, författare och humorist.
Buchwald skrev under flera decennier kolumner och politiska betraktelser i Washington Post. Han blev med tiden en av de mest kända och respekterade politiska journalisterna i Washington. Han tilldelades Pulitzerpriset 1982.
Hans stämning av filmbolaget Paramount 1988 gällande rättigheterna till manuskriptet till filmen En prins i New York (Coming to America) med Eddie Murphy blev mycket uppmärksammad i amerikanska medier. Buchwald vann mot filmbolaget, och Paramount fick betala en förlikningssumma till honom.